# Larissa Nevierov
Larissa Nevierov (Trieste, 18 de septiembre de 1994) es una deportista italiana que compitió en vela en las clases Europe y Laser Radial.
Ganó cuatro medallas en el Campeonato Mundial de Laser Radial entre los años 1995 y 2001, y cinco medallas en el Campeonato Europeo de Laser Radial entre los años 1990 y 1996.
Participó en tres Juegos Olímpicos de Verano, entre los años 2000 y 2008, ocupando el octavo lugar en Sídney 2000, en la clase Europe.

## Palmarés internacional
| \| Campeonato Mundial \| Campeonato Mundial \| Campeonato Mundial \| Campeonato Mundial \| \| Año \| Lugar \| Medalla \| Clase \| \| ------------------ \| ------------------------------- \| ------------------ \| ------------------ \| \| 1995 \| Santa Cruz de Tenerife (España) \| Medalla de plata \| Laser Radial \| \| 1996 \| Simon's Town (Sudáfrica) \| Medalla de plata \| Laser Radial \| \| 1998 \| Medemblik (Países Bajos) \| Medalla de oro \| Laser Radial \| \| 2001 \| Villanueva y Geltrú (España) \| Medalla de plata \| Laser Radial \| \| Campeonato Europeo \| \| \| \| \| Año \| Lugar \| Medalla \| Clase \| \| 1990 \| Lorient (Francia) \| Medalla de plata \| Laser Radial \| \| 1993 \| Cagliari (Italia) \| Medalla de oro \| Laser Radial \| \| 1994 \| Isla Hayling (Reino Unido) \| Medalla de bronce \| Laser Radial \| \| 1995 \| Estambul (Turquía) \| Medalla de oro \| Laser Radial \| \| 1996 \| Quiberon (Francia) \| Medalla de plata \| Laser Radial \| |                                 |                   |              |
| Campeonato Mundial |                                 |                   |              |
| Año | Lugar                           | Medalla           | Clase        |
| 1995 | Santa Cruz de Tenerife (España) | Medalla de plata  | Laser Radial |
| 1996 | Simon's Town (Sudáfrica)        | Medalla de plata  | Laser Radial |
| 1998 | Medemblik (Países Bajos)        | Medalla de oro    | Laser Radial |
| 2001 | Villanueva y Geltrú (España)    | Medalla de plata  | Laser Radial |
| Campeonato Europeo |                                 |                   |              |
| Año | Lugar                           | Medalla           | Clase        |
| 1990 | Lorient (Francia)               | Medalla de plata  | Laser Radial |
| 1993 | Cagliari (Italia)               | Medalla de oro    | Laser Radial |
| 1994 | Isla Hayling (Reino Unido)      | Medalla de bronce | Laser Radial |
| 1995 | Estambul (Turquía)              | Medalla de oro    | Laser Radial |
| 1996 | Quiberon (Francia)              | Medalla de plata  | Laser Radial |